# دوروتيا كلاينه
دوروتيا كلاينه (بالألمانية: Dorothea Kleine) (ولدت باسم دوروتيا مورافيتس في 6 مارس 1928 في كرابيتس في شليزيا العليا) هي كاتبة ألمانية.

## حياتها
عملت دوروتيا كلاينه بعد دراستها الصحافة محرر في العديد من الصحف اليومية في ألمانيا الشرقية. ثم مراسلة صحفية في المحاكم. تفرغت للكاتبة في بداية الستينيات. ألفت سلسلة من الروايات البوليسية، كما كتبت عشر سيناريوهات لمسلسلات تلفزيونية في تلفزيون ألمانيا الشرقية DDR-Fernsehen. حصلت في عام 1974 على جائزة كارل بليشن من مديرية كوتبوس، وفي عام 1988 على لقب كاتبة المدينة (بالألمانية: Stadtschreiberin) في ساربروكن. وهي تقيم حاليا في كوتبوس.

## من أعمالها
- الخاتم ذو الياقوت الأزرق 1964
- جريمة قتل في البيت المطل على البحيرة 1965
- أحدهم يعلب خطأ 1969
- أنيته 1972
- زهرتا أوركيده بيضاوان 1979
- سنوات مع كريستينه 1980
- الحياة الجميلة بعض الشيء 1985
- رحلات مثالية 1989
- موعد غرامي مع قاتل 1992
- باسم البراءة 1995
- كريستوس جاء فقط حتى فالكنبرج 1998
- باولا يا باولا العزيزة 2000